# Krupp Jakobs (EFVM)
Locomotiva diesel-hidráulica produzida pela Krupp da Alemanha para a EFVM. Foi comprada em 1953 apenas uma unidade deste modelo de locomotiva, a mesma entrou em serviço em 1954.
Foi, na época, a maior (21,9 metros) e mais potente (1900 hp-DIN ou 1682 hp-SAE) locomotiva diesel em operação no Brasil. Possuía dois motores MAN de 950 hp, com cabine central e chassi articulado, contendo três truques de dois eixos, num arranjo denominado de B-B-B.
Possuía número #551 e com a entrada em operação das locomotivas EMD G12 em 1960, existiram duas locomotivas diferentes com mesma numeração.
Apresentava constantes problemas mecânicos, e acabou sendo retirada dos serviços em 1963, sendo a primeira locomotiva diesel a ser baixada do patrimônio da EFVM.